# Shenzhen, Gaozhou
Shenzhen (kinesiska: 深镇)  är en köping i sydöstra Kina. Den ligger i Gaozhou i staden Maoming i provinsen Guangdong, omkring 240 kilometer sydväst om provinshuvudstaden Guangzhou. Antalet invånare är 20 863. Befolkningen består av 10 044 kvinnor och 10 819 män. Barn under 15 år utgör 27,0 %, vuxna 15-64 år 61 %, och äldre över 65 år 10,0 %.